# Astor Place

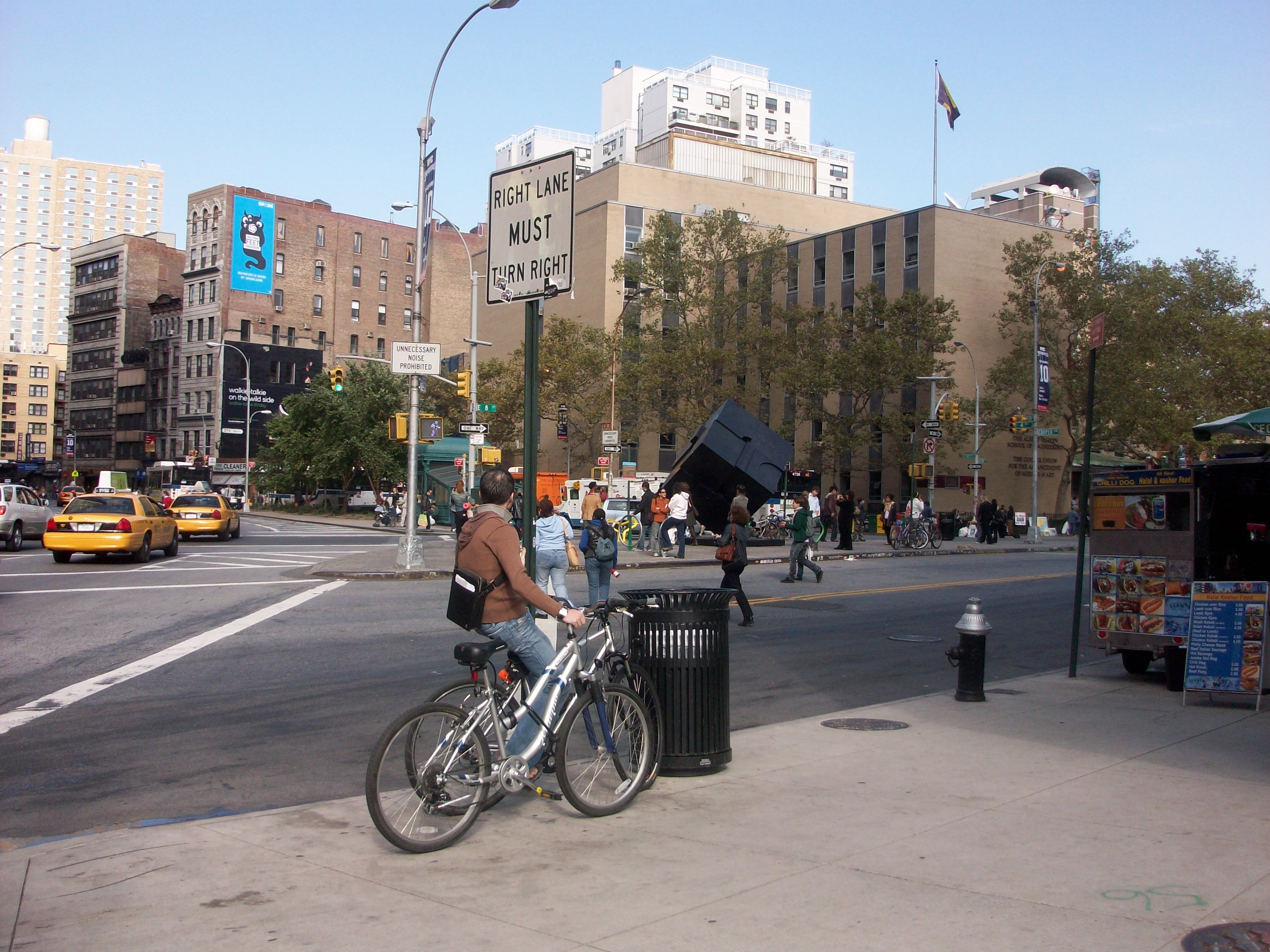
L'àrea que envolta Astor Place.

L'Astor Place és una illa urbana del sud de Manhattan, a New York que és anterior a la instauració del pla hipodàmic de l'illa. Ha estat batejat en memòria de John Jacob Astor, arribat a New York el 1783 i va esdevenir en pocs anys l'home més ric del país. Va morir a l'edat de setanta-cinc anys el 1848, i va donar el seu nom al carrer alguns anys després.